# Старые Кельцы
Старые Кельцы — село в Рязанской области, входит в состав городского округа Скопин.

## География
Село расположено на берегу реки Вёрда в 2 км на запад от города Скопин.

## История
Келец в качестве села упоминается в списке с Ряжских писцовых книг 1629 – 30 годов, где он описывается так: «За боярином Иваном Никитичем Романовым в вотчине село Келец, а в нём церковь во имя страстотерпца Христова Егория древена клетцки, а в церкви Божие милосердие образы и книги и ризы и колокола и всякое церковное строенье боярина Ивана Никитича и мирское, а на церковной земле двор попа Ивана, двор попа Абрама, двор пономаря Ивашки Васильева, двор просвирницы Ульянки; пашни паханой и перелогу и дикого поля церковной земли 25 четверти в поле, сена по конец поля 50 копен. Да в том же селе Кельце служилых козаков, которые живут по сторожам – оберегают боярские вотчины от татарских приходов, 51 двор». По переписным книгам Ряжским 1646 года в селе Кельце показано служивых людей сторожевых козаков 77 дворов; да Скопина городка за Пятницким попом Иудою на церковной земле бобылей 15 дворов да за Пятницким попом Семёном 6 дворов, села ж Кельца за Егорьевским попом Иваном на церковной земле 3 двора бобыльских, того же села Кельца за попом Авраамием на церковной земле бобыльских 5 дворов. По окладным книгам 1676 года при Георгиевской церкви на Кельце показано 3 двора поповых, церковной пашни только 10 четвертей в поле, сенных покосов такое же количество, какое значится в писцовых книгах; в приходе, состоявшем из одного села , было 65 дворов казачьих, 7 дворов бобыльских и всего 75 дворов. Дани с Георгиевской церкви по окладу 1676 г. положено рубль 21 алтын 4 деньги. А прежней дани было 28 алтын 2 деньги…
В Известии о количестве церквей, бывших в 1734 г. в Рязанской епархии, в с. Кельце показано при Георгиевской церкви земли 10 четвертей, сена 30 копен и 54 приходских двора. Вместо деревянной в 1816 году построена была на казённый счёт старанием директора Государственного конного завода Петра Абрамова каменная тёплая церковь с одним престолом в честь великомученика Георгия.
В XIX — начале XX века село входило в состав Корневской волости Скопинского уезда Рязанской губернии. В 1906 году в селе было 48 дворов.
С 1929 года село являлось центром Старокелецкого сельсовета Скопинского района Рязанского округа Московской области, с 1937 года — в составе Корневского сельсовета Рязанской области, с 2005 года — в составе городского округа Скопин.

## Население
| 1859 | 1906 | 2010 | 2023 |
| ---- | ---- | ---- | ---- |
| 62   | ↗233 | ↘168 | ↘136 |

## Достопримечательности
В селе расположена действующая Церковь Георгия Победоносца (1816).

## Известные жители
- Николай Кашин (1825—1872) — российский врач, этнограф.